# Эстерхази
Э́стерхази, или Эстергази-Галанта (венг. galántai Esterházy) — крупнейшие частные землевладельцы Венгрии при Габсбургах.
Приверженность царствующему дому и католицизму в XVII веке привела этот род из Галанты (ныне в Словакии) к быстрому обогащению. В 1626 году император Священной Римской империи сделал их графами, а с 1712 года глава рода носил княжеский титул. В отличие от других венгерских князей-магнатов (Баттьяни, Пальфи), Эстерхази были медиатизованы, то есть считались равнородными европейским монархам.
Помимо главной линии, обосновавшейся сначала в замке Форхтенштайн, а потом — в Айзенштадте в границах современной Австрии (Бургенланд, австро-венгерское пограничье), в XVII веке существовали ещё две — Зволенская и Чеснекская. Среди представителей рода — несколько фельдмаршалов, австрийский министр иностранных дел, посланники при петербургском дворе, баны Хорватии. В начале XIX века Николай II, князь Эстерхази, объявил своим предком самого Аттилу, якобы отклонил предложенную ему Наполеоном венгерскую корону, предпочтя медиатизацию. Представителем Дома Эстерхази был известный писатель Петер Эстерхази, скончавшийся в 2016 году.
Крупнейшими культурными центрами Венгрии XVIII века были дворцово-парковые комплексы Эстерхази в Айзенштадте и Фертёде. В первом из них в 1766—1790 годах придворным композитором и главным капельмейстером служил Йозеф Гайдн, а второй за пышность своих интерьеров получил прозвание «венгерского Версаля». Художественное собрание Эстерхази легло в основу Национальной галереи в Будапеште.

## Известные представители
- Князь Пал Эстерхази, граф Фракно и Берег (1635—1713), имперский фельдмаршал, палатин Венгрии; принимал участие в 1683 г. в освобождении Вены и в 1686 г. во взятии Офена у турок; в 1687 г. получил титул имперского князя , право чеканки монет со своим изображением и право возводить в дворянство. Дед Пала Антала и Миклоша Иосифа Эстерхази. Пал Эстерхази, 1-й князь Эстерхази (портрет 1655 г.)

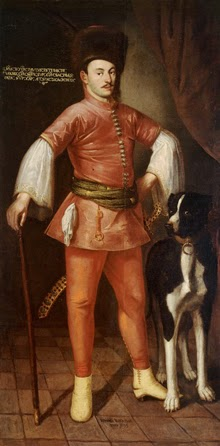
Пал Эстерхази, 1-й князь Эстерхази (портрет 1655 г.)

- Князь Пал Антал Эстерхази (1711—1762), внук Пала Эстерхази, старший брат Миклоша Иоисфа Эстерхази; имперский фельдмаршал, представитель Габсбургов при неаполитанском дворе (1750-53), покровитель музыкантов.
- Князь Миклош Иосиф Эстерхази , граф Форхенштейн (1714—1790), имперский фельдмаршал, внук Пала Эстерхази, младший брат Пала Антала Эстерхази; отличился в войне за австрийское наследство и в Семилетней войне; известен как меценат; из основанной им в Эйзенштадте музыкальной школы вышли Гайдн и Плейель.
- Князь Миклош Иосиф Эстерхази-мл. (1765—1833), австрийский фельдмаршал, внук Миклоша Иосифа Эстерхази; в 1809 г. выставил корпус добровольцев на помощь Австрии в ответ на прокламацию Наполеона, предлагавшую ему избирательную корону Венгрии.
- Князь Пал Антал Эстерхази-мл. (1786—1866) — австрийский министр, сын Миклоша Иосифа Эстерхази-мл. Был послом в Дрездене, Риме и Лондоне. В 1848 г. был министром иностранных дел в министерстве Баттьяни, но ещё в августе отказался от своего поста, после тщетной попытки соглашения с австрийским министерством. В 1856 г. был послом в Москве на коронации императора Александра II. В его честь назван торт «Эстерхази».
- Из графской линии известны:
- граф Валентин Ладислав Эстерхази (1740—1805), французский дипломат, генерал-майор французской армии (1780), командир гусарского полка Эстерхази (позже 3-й гусарский полк) (1764—1790), посол французских эмигрантов (братьев короля Людовика XVI) после Французской революции 1789 года при российском императорском Дворе (сентябрь 1791—январь 1796).
- граф Мо́риц Эстерхази (1807—1890), австрийский дипломат. Был посланником в Риме, с 1861 по 1866 г. — министром без портфеля. Был главой клерикально-феодальной реакционной партии при Венском дворе и одним из виновников войны 1866 г. с Пруссией и Италией.
- К побочной линии принадлежит майор Фердинанд Вальсен-Эстерхази (Walsin-Esterhazy; 1847—1923) — офицер французского генерального штаба, один из главных фигурантов дела Дрейфуса.
- C 2014 года граф Я́нош Эстерха́зи-Гала́нта (род. 1951) является Хранителем Общей Казны Мальтийского рыцарского ордена.

|                                  |  |                            |  |                    |
| Дворцовый комплекс в Айзенштадте |  | Дворец Эстерхаза в Фертёде |  | Замок Форхтенштайн |